# Nélson Semedo
Nélson Cabral Semedo (sinh ngày 16 tháng 11 năm 1993) là một cầu thủ bóng đá chuyên nghiệp người Bồ Đào Nha hiện đang thi đấu ở vị trí hậu vệ phải cho đội tuyển bóng đá quốc gia Bồ Đào Nha và là đội trưởng của câu lạc bộ Premier League Wolverhampton Wanderers.
Semedo bắt đầu sự nghiệp của mình tại Sintrense trước khi gia nhập Benfica vào năm 2012. Vào tháng 7 năm 2017, anh chuyển sang Tây Ban Nha chơi cho Barcelona và cùng câu lạc bộ này giành chức vô địch La Liga ở hai mùa giải đầu tiên.
Semedo ra mắt đội tuyển Bồ Đào Nha vào tháng 10 năm 2015 và đại diện cho quốc gia này thi đấu tại FIFA Confederations Cup 2017, UEFA Nations League 2018–19, UEFA Euro 2020 và UEFA Euro 2024.

## Phong cách thi đấu
Điểm mạnh của Semedo là tốc độ, khả năng kiểm soát bóng, rê bóng và chuyền bóng.

## Danh hiệu

### Câu lạc bộ
Benfica
- Primeira Liga: 2015–16, 2016–17
- Taça de Portugal: 2016–17
- Taça da Liga: 2015–16
- Siêu cúp Bồ Đào Nha: 2016

Barcelona
- La Liga: 2017–18, 2018–19
- Copa del Rey: 2017–18
- Supercopa de España: 2018

### Quốc tế

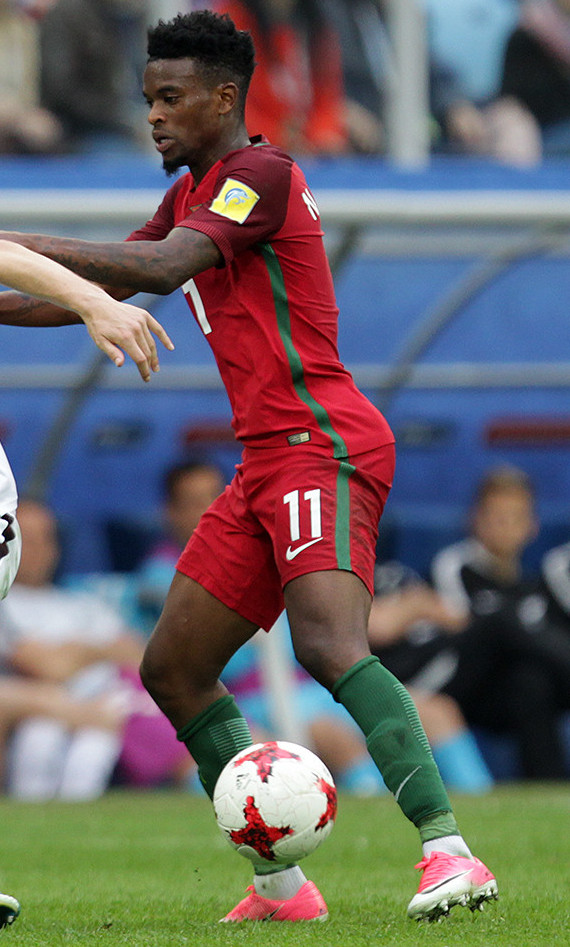
Semedo thi đấu tại Cúp liên đoàn các châu lục năm 2017.

Đội tuyển quốc gia Bồ Đào Nha
- UEFA Nations League: 2018–19[5]
- FIFA Confederations Cup: Hạng ba 2017[1]

### Cá nhân
- Đội hình tiêu biểu vòng chung kết UEFA Nations League: 2019[6]

## Thống kê sự nghiệp

### Câu lạc bộ
Tính đến ngày 23 tháng 5 năm 2021
| Câu lạc bộ              | Mùa giải       | Giải vô địch     | Giải vô địch | Giải vô địch | Cúp quốc gia | Cúp quốc gia | Cúp liên đoàn | Cúp liên đoàn | Châu Âu | Châu Âu | Khác | Khác | Tổng cộng | Tổng cộng |
| Câu lạc bộ              | Mùa giải       | Hạng đấu         | Trận         | Bàn          | Trận         | Bàn          | Trận          | Bàn           | Trận    | Bàn     | Trận | Bàn  | Trận      | Bàn       |
| ----------------------- | -------------- | ---------------- | ------------ | ------------ | ------------ | ------------ | ------------- | ------------- | ------- | ------- | ---- | ---- | --------- | --------- |
| Sintrense               | 2011–12        | Terceira Divisão | 26           | 5            | 1            | 0            | —             | —             | —       | —       | —    | —    | 27        | 5         |
| Fátima (mượn)           | 2012–13        | Segunda Divisão  | 29           | 0            | 2            | 0            | —             | —             | —       | —       | —    | —    | 31        | 0         |
| Benfica B               | 2013–14        | Segunda Liga     | 17           | 0            | —            | —            | —             | —             | —       | —       | —    | —    | 17        | 0         |
| Benfica B               | 2014–15        | Segunda Liga     | 42           | 1            | —            | —            | —             | —             | —       | —       | —    | —    | 42        | 1         |
| Benfica B               | 2015–16        | Segunda Liga     | 4            | 3            | —            | —            | —             | —             | —       | —       | —    | —    | 4         | 3         |
| Benfica B               | Tổng cộng      | Tổng cộng        | 63           | 4            | —            | —            | —             | —             | —       | —       | —    | —    | 63        | 4         |
| Benfica                 | 2015–16        | Primeira Liga    | 12           | 1            | 0            | 0            | 2             | 0             | 3       | 0       | 1    | 0    | 18        | 1         |
| Benfica                 | 2016–17        | Primeira Liga    | 31           | 1            | 4            | 0            | 2             | 0             | 8       | 1       | 1    | 0    | 46        | 2         |
| Benfica                 | Tổng cộng      | Tổng cộng        | 43           | 2            | 4            | 0            | 4             | 0             | 11      | 1       | 2    | 0    | 64        | 3         |
| Barcelona               | 2017–18        | La Liga          | 24           | 0            | 4            | 0            | —             | —             | 7       | 0       | 1    | 0    | 36        | 0         |
| Barcelona               | 2018–19        | La Liga          | 26           | 1            | 9            | 0            | —             | —             | 10      | 0       | 1    | 0    | 46        | 1         |
| Barcelona               | 2019–20        | La Liga          | 32           | 1            | 3            | 0            | —             | —             | 7       | 0       | 0    | 0    | 42        | 1         |
| Barcelona               | Tổng cộng      | Tổng cộng        | 82           | 2            | 16           | 0            | —             | —             | 24      | 0       | 2    | 0    | 124       | 2         |
| Wolverhampton Wanderers | 2020–21        | Premier League   | 34           | 1            | 1            | 0            | 0             | 0             | —       | —       | —    | —    | 35        | 1         |
| Tổng sự nghiệp          | Tổng sự nghiệp | Tổng sự nghiệp   | 277          | 15           | 24           | 0            | 4             | 0             | 35      | 1       | 4    | 0    | 344       | 15        |

Notes
1. 1 2 3 4 5  Ra sân tại UEFA Champions League
2. 1 2  Ra sân tại Siêu cúp Bồ Đào Nha
3. 1 2 3  Ra sân tại Supercopa de España

### Quốc tế
Tính đến ngày 26 tháng 3 năm 2024
| Đội tuyển quốc gia | Năm  | Trận | Bàn |
| ------------------ | ---- | ---- | --- |
| Bồ Đào Nha         | 2015 | 1    | 0   |
| Bồ Đào Nha         | 2016 | 0    | 0   |
| Bồ Đào Nha         | 2017 | 7    | 0   |
| Bồ Đào Nha         | 2018 | 0    | 0   |
| Bồ Đào Nha         | 2019 | 5    | 0   |
| Bồ Đào Nha         | 2020 | 4    | 0   |
| Bồ Đào Nha         | 2021 | 7    | 0   |
| Bồ Đào Nha         | 2023 | 2    | 0   |
| Bồ Đào Nha         | 2024 | 2    | 0   |
| Tổng               | Tổng | 28   | 0   |